# Neonauclea jagorii
Neonauclea jagorii är en måreväxtart som först beskrevs av Elmer Drew Merrill, och fick sitt nu gällande namn av Elmer Drew Merrill. Neonauclea jagorii ingår i släktet Neonauclea och familjen måreväxter. Inga underarter finns listade i Catalogue of Life.